# Sickla IF
Der Sickla IF ist ein 1938 gegründeter schwedischer Sportklub aus Nacka, der vor allem für seine Eishockeyabteilung bekannt war. 

## Geschichte
Der Verein wurde 1938 gegründet. Da viele Vereinsmitglieder für Atlas Diesel tätig waren, wählte man den Namen Atlas Diesels IF. Als die Firma 1956 ihren Namen in Atlas Copco änderte, folgte der Sportverein dem Beispiel. Die Eishockeyabteilung des Vereins nahm in den 1940er und 1950er Jahren mehrfach an der damals noch im Pokal-Modus ausgetragenen schwedischen Meisterschaft sowie der Division 1, der damals noch höchsten schwedischen Spielklasse, teil.     
Im Jahr 1976 fusionierte die Eishockeyabteilung des Vereins mit den Eishockeyabteilungen von Nacka SK und Skuru IK. Der Fusionsverein spielte zunächst unter dem Namen NSA-76, änderte 1980 jedoch den Namen in Nacka HK. 
Da der Sportverein in der Zwischenzeit kaum noch Verbindungen zum Konzern Atlas Copco hatte, änderte man den Namen im Februar 2008 in Sickla IF. Dies führte dazu, dass die Skiabteilung sich vom Verein löste und nun als Atlas Copco IF Skidor aktiv ist.   

## Bekannte ehemalige Spieler
- Roland Stoltz